# 아프리카 U-20 네이션스컵
아프리카 U-20 네이션스컵(영어: Africa U-20 Cup of Nations)은 아프리카 축구 연맹 가맹국들의 20세 이하 축구 국가대표팀 사이에 진행되는 국가대항전으로 2년마다 개최된다. 약칭은 U-20 AFCON이며 대회의 공식 스폰서인 토탈의 이름이 붙은 토탈에네르지 U-20 아프리카 네이션스컵(영어: TotalEnergies U-20 Africa Cup of Nations)이라는 이름으로도 불린다. 과거 아프리카 청소년 선수권 대회(영어: African Youth Championship), 아프리카 U-20 선수권 대회(영어: African U-20 Championship)로도 불렸으며 FIFA U-20 월드컵의 아프리카 지역 예선을 겸하고 있다.

## 대회 역사
1979년 국제 축구 연맹이 세계 선수권 대회를 만들면서 아프리카 축구 연맹 또한 여러 나라에서 홈경기와 원정경기 방식으로 진행되며 최종 우승팀을 선별하는 아프리카 청소년 선수권 대회(영어: African Youth Championship)를 만들었다. 1991년 아프리카 축구 연맹은 청소년 선수권 대회 진행 방식을 8개의 국가들이 대회 개최국에 모여 토너먼트를 치러 선수권 대회 우승국을 선별하는 방식으로 개편했다.
아프리카 축구 연맹은 아프리카 U-17 선수권 대회와 아프리카 청소년 선수권 대회를 구분하기 위해 청소년 선수권 대회의 공식 명칭을 아프리카 U-20 선수권 대회(영어: African U-20 Championship)로 변경했고 2011년에 진행되는 대회부터 새로운 이름을 적용했다. 2015년 8월 6일, 아프리카 축구 연맹 집행 위원회는 아프리카 네이션스컵의 명칭에 맞춰 U-20 선수권 대회의 공식 명칭을 아프리카 U-20 네이션스컵(영어: Africa U-20 Cup of Nations)으로 변경했다. 대회의 공식 로고에는 U-20 아프리카 네이션스컵(영어: U-20 Africa Cup of Nations)이라는 명칭을 사용하고 있다.
2016년 7월 21일, 프랑스의 석유회사 토탈은 8년 동안 아프리카 축구 연맹과 아프리카 축구 연맹 산하 모든 대회들의 주요 스폰서가 되는 계약을 체결했다. 그리고 2021년 대회부터 U-20 네이션스컵에 참가하는 국가대표팀이 12개로 확대되었다.

## 역대 대회

### 아프리카 청소년 선수권 대회 (African Youth Championship) - 홈 앤 어웨이 방식
| 1977 | 홈 앤 어웨이 | 모로코 | 1–0 | 기니 | 코트디부아르 | 0–1        | 이집트 | 튀니지 |
| 1977 | 홈 앤 어웨이 | 모로코 | 3–0 | 기니 | 코트디부아르 | 3–2 (확정) | 이집트 | 튀니지 |

| 1979년 자세히 | 홈 앤 어웨이 | 알제리     | 2 – 1 2 – 3 | 기니         | 에티오피아   | 나이지리아   |
| 1981년 자세히 | 홈 앤 어웨이 | 이집트     | 2 – 0 1 – 1 | 카메룬       | 알제리       | 나이지리아   |
| 1983년 자세히 | 홈 앤 어웨이 | 나이지리아 | 2 – 2 2 – 1 | 코트디부아르 | 알제리       | 기니         |
| 1985년 자세히 | 홈 앤 어웨이 | 나이지리아 | 1 – 1 2 – 1 | 튀니지       | 코트디부아르 | 에티오피아   |
| 1987년 자세히 | 홈 앤 어웨이 | 나이지리아 | 2 – 1 3 – 0 | 토고         | 모로코       | 소말리아     |
| 1989년 자세히 | 홈 앤 어웨이 | 나이지리아 | 2 – 0 2 – 1 | 말리         | 알제리       | 코트디부아르 |

### 아프리카 청소년 선수권 대회 (African Youth Championship) - 개최국 진행 방식
| 1991년 자세히 | 이집트       | 이집트      | 2 – 1          | 코트디부아르      | 가나         | 2 – 0                             | 잠비아            |
| 1993년 자세히 | 모리셔스     | 가나        | 2 – 0          | 카메룬            | 이집트       | 3 – 0                             | 에티오피아        |
| 1995년 자세히 | 나이지리아   | 카메룬      | 4 – 0          | 부룬디            | 나이지리아   | 1 – 0                             | 말리              |
| 1997년 자세히 | 모로코       | 모로코      | 1 – 0          | 남아프리카 공화국 | 코트디부아르 | 2 – 0                             | 가나              |
| 1999년 자세히 | 가나         | 가나        | 1 – 0          | 나이지리아        | 카메룬       | 2 – 1                             | 잠비아            |
| 2001년 자세히 | 에티오피아   | 앙골라      | 2 – 0          | 가나              | 이집트       | 2 – 0                             | 에티오피아        |
| 2003년 자세히 | 부르키나파소 | 이집트      | 4 – 3 (연장전) | 코트디부아르      | 말리         | 1 – 1 (5 – 4) (승부차기)          | 부르키나파소      |
| 2005년 자세히 | 베냉         | 나이지리아  | 2 – 0          | 이집트            | 베냉         | 1 – 1 (연장전) (5 – 3) (승부차기) | 모로코            |
| 2007년 자세히 | 콩고 공화국  | 콩고 공화국 | 1 – 0          | 나이지리아        | 감비아       | 3 – 1                             | 잠비아            |
| 2009년 자세히 | 르완다       | 가나        | 2 – 0          | 카메룬            | 나이지리아   | 2 – 1                             | 남아프리카 공화국 |

### 아프리카 U-20 선수권 대회 (African U-20 Championship)
| 2011년 자세히 | 남아프리카 공화국 | 나이지리아 | 3 – 2 (연장전)                    | 카메룬 | 이집트     | 1 – 0 | 말리 |
| 2013년 자세히 | 알제리            | 이집트     | 1 – 1 (연장전) (5 – 4) (승부차기) | 가나   | 나이지리아 | 2 – 1 | 말리 |
| 2015년 자세히 | 세네갈            | 나이지리아 | 1 – 0                             | 세네갈 | 가나       | 3 – 1 | 말리 |

### 아프리카 U-20 네이션스컵 (Africa U-20 Cup of Nations)
| 2017년 자세히 | 잠비아   | 잠비아            | 2 – 0                             | 세네갈 | 기니              | 2 – 1                             | 남아프리카 공화국 |
| 2019년 자세히 | 니제르   | 말리              | 1 – 1 (연장전) (3 – 2) (승부차기) | 세네갈 | 남아프리카 공화국 | 0 – 0 (5 – 3) (승부차기)          | 나이지리아        |
| 2021년 자세히 | 모리타니 | 가나              | 2 – 0                             | 우간다 | 감비아            | 0 – 0 (연장전) (4 – 2) (승부차기) | 튀니지            |
| 2023년 자세히 | 이집트   | 세네갈            | 2 – 0                             | 감비아 | 나이지리아        | 4 – 0                             | 튀니지            |
| 2025년 자세히 | 이집트   | 남아프리카 공화국 | 1 – 0                             | 모로코 | 나이지리아        | 1 – 1 (4 – 1) (승부차기)          | 이집트            |

## 같이 보기
- 아프리카 네이션스컵
- 아프리카 U-23 네이션스컵
- 아프리카 U-17 네이션스컵
- FIFA U-20 월드컵